# Liste der Biografien/Pfn
Liste der Biografien |
Portal Biografien |
Personensuche
# |
A |
B |
C |
D |
E |
F |
G |
H |
I |
J |
K |
L |
M |
N |
O |
P |
Q |
R |
S |
T |
U |
V |
W |
X |
Y |
Z |
?
 
Pa |
Pc |
Pe |
Pf |
Ph |
Pi |
Pj |
Pk |
Pl |
Pm |
Pn |
Po |
Pr |
Ps |
Pt |
Pu |
Pv |
Pw |
Py
 
Pfa |
Pfe |
Pfi |
Pfl |
Pfn |
Pfo |
Pfr |
Pfu |
Pfy
Die Liste der Biografien führt alle Personen auf, die in der deutschsprachigen Wikipedia einen Artikel haben. Dieses ist eine Teilliste mit 5 Einträgen von Personen, deren Namen mit den Buchstaben „Pfn“ beginnt.

## Pfn

### Pfno
- Pfnor, Rudolf (1824–1909), deutsch-französischer Künstler
- Pfnorr, Ludwig von (1781–1853), badischer Generalmajor

### Pfnu
- Pfnür, Franz (1908–1996), deutscher Skirennläufer
- Pfnür, Maximilian (* 1986), deutscher Schauspieler, Regisseur und AutorMaximilian Pfnür (* 1986)

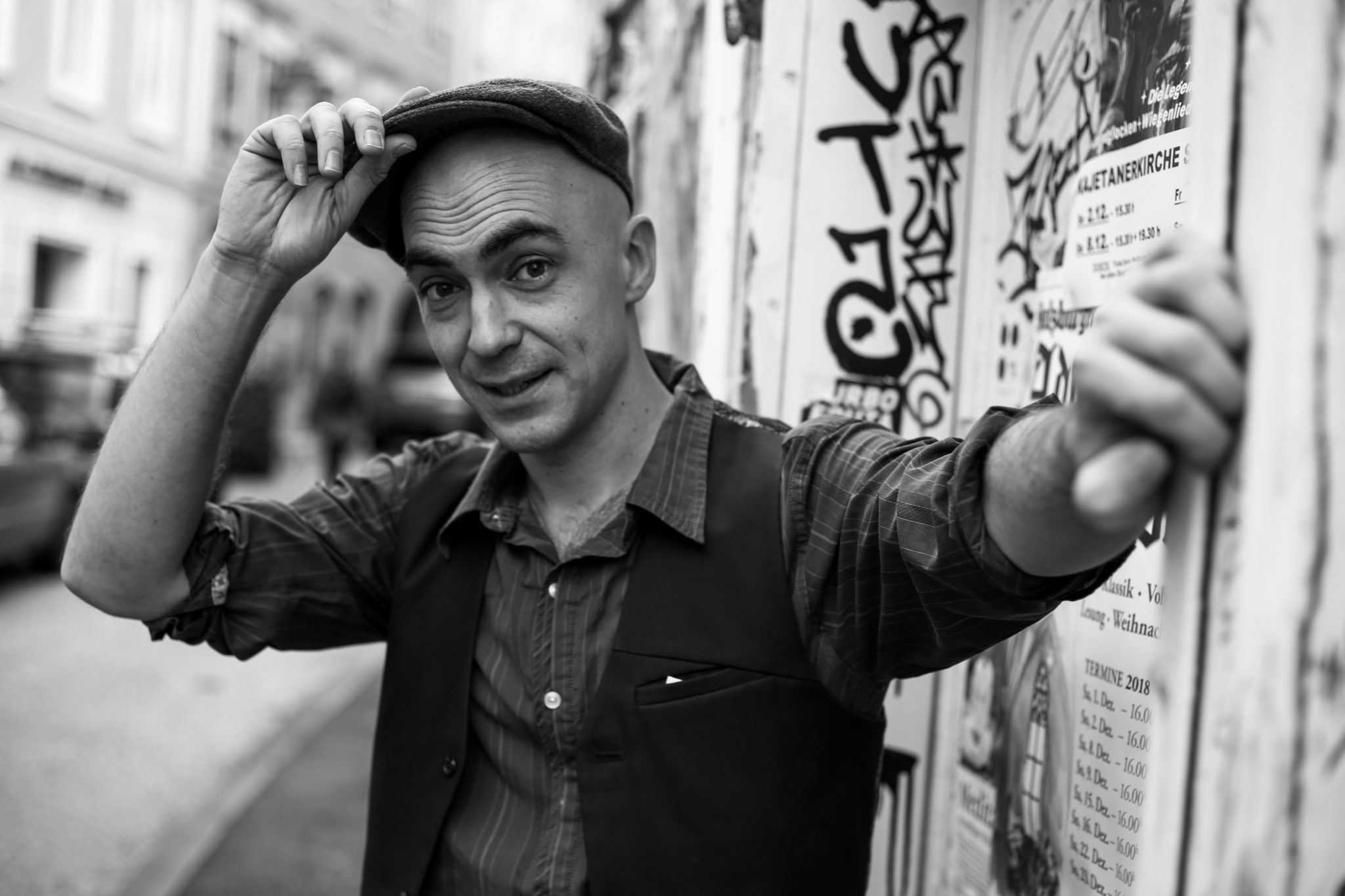
Maximilian Pfnür (* 1986)

- Pfnür, Vinzenz (1937–2012), deutscher römisch-katholischer Theologe, Professor für Kirchengeschichte